# 卑詩聯合黨
卑詩聯合黨，前稱卑詩自由黨，是加拿大卑詩省的主要政黨之一，最近一次在該省執政的時期介乎2001年至2017年。2024年8月28日，他們暫停了即將舉行的2024年卑詩省大選的競選活動，呼籲支持者轉投民調穏居第二的卑詩保守黨，使聯合黨的未來受到質疑。該黨以中間偏右政黨的姿態參政，卑詩聯合黨直至2024年初曾是中左翼卑詩新民主黨的主要中右翼對手。該黨通常將自己描述為“自由企業聯盟”，通常在選舉中同時爭取聯邦自由黨和聯邦保守黨的支持者。成立之初，當時的卑詩自由黨是聯邦自由黨的附屬組織，後於1987年正式脫離聯繫。2023年4月12日，卑詩自由黨正式更名為卑詩聯合黨。
在1940年代之前，卑詩省政壇基本上由自由黨及保守黨平分秋色。其中，自由黨分別在1916至1928年及1933至1941年間成為執政黨。而在1941年至1952年間，因應左翼的合作社聯邦聯合會（簡稱CCF，即卑詩新民主黨的前身）支持度上升，自由黨與保守黨決定合組聯合政府，並由自由黨黨領領導。直到1952年省選前，聯合政府分裂，最終被社會信用黨擊敗。此後，自由黨開始陷入衰退，在社信黨執政的二十年間一直只有單位數議席，在1979年至1991年間甚至全軍盡墨。1991年省選，在黨領韋爾信的帶領下，自由黨成功重返議會成為官方反對黨。1994年，金寶爾（Gordon Campbell）接任黨領，並帶領自由黨漸往右傾，與聯邦自由黨慢慢疏遠。在2001年省選中，自由黨贏得壓倒性多數，金寶爾與其繼任者簡蕙芝（Christy Clark）一直執政至2017年。然而，自由黨在2020年省選中未能重奪議會半數，並維持其官方反對黨地位至今。
歷年來，共有8位黨領曾擔任卑詩省省長，先後為：哈倫·克里·布魯斯特、約翰·奧利佛、約翰‧鄧肯‧麥連、湯瑪士·德芙靈·帕圖洛、約翰·赫特、拜倫·英格瑪·約翰遜、金寶爾和簡蕙芝。現任黨魁為馮宜幹。

## 歷史

### 早年历史：1903-1933
該黨於1903年成立，當時為聯邦自由黨的卑詩省分支。該黨於1903年省選中贏取17個議席，但敗於卑詩保守黨。1912年，哈倫·克里·布魯斯特當選為黨領，卻於同年省選中失去議席，自由黨也全軍覆沒。
及至1916年，自由黨陸續勝出兩場補選，而布魯斯特也得以重返議事廳。自由黨在接下來的省選以改革綱領競選，承諾結束公務員體系以權位換取選票的現象、改善工人待遇及勞工法例以及爭取女性投票權。最終自由黨再下一城，一舉取得36席並首度上台執政，布魯斯特也成為第一位自由黨籍的省長。
布魯斯特上台後履行其競選承諾，落實女性參政權、頒布禁酒令，並打擊政治腐敗。然而，他於1918年猝然長逝，並由約翰·奧利佛接任省長。奧利佛任內發展奧卡拿根河谷的農產品工業，並試圖說服聯邦政府降低鐵路運輸的運費。在1920年省選中，自由黨在議會內僅能勉強過半。而於1924年更僅取得23席，需要在兩名獨立自由派省議員的支持下方能繼續執政。
及至1928年省選，自由黨議席再度減半，使保守黨重新上台執政。然而，保守黨在經濟大蕭條的陰霾下表現不佳，更於選前內部分裂，在1933年省選中沒有正式派員參選。自由黨則乘虛而入，在帕圖洛領導下重掌省府。

### 帕圖洛政府：1933-1941
選後，帕圖洛面對的反對黨不再是保守黨，而是新興左翼政黨合作社聯邦聯合會（CCF）。帕圖洛作風較激烈，他希望透過社會福利及支援失業人士來應對大蕭條的影響。由於加拿大西部受到大蕭條嚴重打擊，他的進步主張使其常常與聯邦政府產生衝突。帕圖洛任內還曾建議卑詩省吞併育空地區，並推動建造阿拉斯加公路，以減少加拿大東部對卑詩省的影響。在1937年省選中，帕圖洛以「社會化資本主義」為口號並再次當選。

### 聯合政府：1941-1952
1941年，隨著民望上升，並在省選中成為第二大黨。而自由黨在該屆選舉雖然仍是最大黨，卻未能奪得過半議席組成多數政府。因帕圖洛拒絕與保守黨合作，自由黨將其由黨領位置罷免，並由約翰·赫特接任並與保守黨組成執政聯盟。在1941年至1945年第二次世界大戰期間，由於物資匱乏，所有大型政府項目均被押後。而聯合政府在1945年省選中亦成功連任。
選後，赫特大力推行鄉郊電氣化，並建設水力發電設施及公路。其中最為人津津樂道的是建成連接卑詩省北部卑詩97號公路，以及啟動布里奇河發電項目，開創了卑詩省水力發電的先河。赫特更成立了卑詩電力委員會，即卑詩水電公司的前身，為沒有私人企業提供電力服務的地區接通電源。
1947年12月，赫特宣佈退休並辭任省長。保守黨原打算推舉其黨領赫伯特‧安斯琴出任省長一職，但由於聯合政府黨團內自由黨員佔多數，自由黨的新黨領拜倫·約翰遜遂成功接替赫特上任省長。而安斯琴則獲委任為副省長及財政廳長。
約翰遜在其任內開始徵收3%銷售稅以支持其新引入的強制醫療保險，還擴充了省內高速公路系統及鐵路系統，並且談判通過《加鋁協議》（Alcan Agreement），促成了康尼大壩的建設。1948年，菲沙河發生洪災，政府發出緊急狀態令，並在災後啟動一頊於菲沙河谷築堤的計劃。此外，約翰遜還在其任內任命了英聯邦內首位女議長——南茜‧霍奇斯。
聯合政府在1949年省選中成功連任，更取得卑詩史上最高的61%得票率。然而，聯合政府內部卻逐漸出現裂痕。最終在1952年1月，自由黨決定終結此執政聯盟，並免除了所有保守黨員的廳長職務，轉以少數政府繼續執政，並在不久後倒台。
在1952年省選前，當時的聯合政府為避免在選舉中獲勝，遂把選舉制度改為排序複選制，期望保守黨與自由黨的支持者會把對方列為次選，把第三大黨邊緣化。可是，更多選民卻出人意表地把卑詩社會信用黨列為其次選，以致社信黨一躍成為執政黨，並在選後推舉前保守黨員W.A.C.本納德出任黨領及省長。而自由黨卻只餘下6席，淪為省議會的第三大黨。

### 淪為第三黨：1953-1979
社信黨在上台不足一年後便宣佈提早省選，自由黨在是次選舉中所得議席進一步下降至4席，只剩下不足四分一的得票率，而社信黨則成功組成多數政府。幸而，時任黨領亞瑟‧萊恩在溫哥華灰角選區成功擊敗社信黨的對手取得議席，成功進入省議會。
1955年，社信黨爆出「薩默斯醜聞」，省議員羅拔‧薩默斯被指收受賄賂。當時，W.A.C.本納德及其政府試圖隱暪此事，但自由黨省議員老戈登‧吉布森對此窮追不捨，甚至辭去議席引發補選，以求令此醜聞得到公眾關注。然而事與願違，吉布森在補選中敗於社信黨，失去議席。而薩默斯在1956因此事件被逐出內閣，並在1958年被判罪成。
在1956年省選，薩默斯醜聞對自由黨的選情並沒有帶來正面影響。相反，自由黨只剩下2個議席，而萊恩也未能成功連任。此後十餘年，自由黨一直維持約2成支持率，並維持其第三黨地位。
直到1972年，自由黨在大衛‧安達臣帶領下迎來省選。雖然自由黨在是次選舉獲得5席進帳，但得票率卻跌至歷年來最低的16.4%。雪上加霜的是，卑詩新民主黨在是次選舉勝出上台執政，大量原來保守黨與自由黨的支持遂轉投社信黨，以求阻止新民主黨繼續執政。其中，自由黨三位省議會均於任內轉投社信黨麾下，並在1975年後陸續成為內閣廳長。
及至1975年省選，整個自由黨只有戈登‧吉布森能夠重返議會，整體得票率更跌至7.24%。

### 谷底反彈：1979-1991
此後十二年間可謂是自由黨的低潮期，期間沒有任何黨員晉身省議會。1979年省選，自由黨僅派出5位候選人，且無人當選，總得票率不足1%，可謂是該黨成立以來的最低谷。在之後的兩次省選，自由黨均於大部分選區派員出選，支持率也逐步回升，但仍未能重返議會。
1987年，韋爾信在無人競爭下成為自由黨黨魁。在他領導下，卑詩自由黨正式脫離聯邦自由黨，兩者自此互不隸屬。自1970年代中期，大部分聯邦自由黨的支持者在省選中均表態支持社信黨，而非卑詩自由黨。因此，與聯邦自由黨脫離關係能夠減低其支持社信黨之成員的影響力，使卑詩自由黨重奪較廣泛支持。而對聯邦自由黨來說，卑詩自由黨一直負債累累，把兩黨脫勾可謂是兩全其美。此後，韋爾信並著手重建自由黨，期望能夠成為政壇上可信的第三勢力。適逢社信黨在時任省長溫德心（Bill Vander Zalm）領導下連環爆出醜聞，使選民開始對其失去信心。
1991年省選前，韋爾信通過遊說成功晉身加拿大廣播公司舉辦的黨領辯論，與接替溫德心的時任省長麗塔‧莊士頓及新民主黨黨領哈葛展開辯論。韋爾信透過其出色表現在選民心中留下深刻印象，更在隨後的競選活動中爭取了許多原來支持社信黨的選票。最終，新民主黨贏得選舉，而自由黨亦取得17席，重回官方反對黨地位。

### 重返議會：1991-2001
然而，自由黨内部與韋爾信的政策取向並不一致，他們希望自由黨向右傾，以填補社信黨瓦解後所留下的真空。此外，自由黨由於在議會內缺席多年，他們在議會經驗及建立廣泛支持的政治運動上力有不逮，難以建立有系統及紀律的在野勢力以抵抗新民主黨政府。
其後於1993年，韋爾信被爆出與黨內省議員朱迪‧泰耶吉發生婚外情，使黨團內部群起反對韋爾信繼續領導自由黨。韋爾信在黨内壓力下遂同意舉行黨領選舉，選舉期間則由三角洲南選區省議員出任臨時黨領。時任溫哥華市長金寶爾力壓前黨領戈登‧吉布森及韋爾信，成為該黨黨魁。此後，韋爾信與泰耶吉雙雙退出自由黨，並另起爐灶成立進步民主同盟。
金寶爾上任黨領後隨即大刀闊斧地改變該黨形象，其首次採用了作為卑詩自由黨較非正式的外號，並在不久後推出了新的標誌和配色，把原來標誌性的「自由黨紅」與楓葉改為紅色與藍色，使選民能更清楚地將該黨與聯邦自由黨區分開來。
1994年初，金寶爾在一場補選中成功晉身省議會。在其領導下，自由黨的立場漸漸右傾，以爭取前社信黨及卑詩改革黨成員的支持。其後，自由黨接連在菲沙河谷地區的兩場補選中取得原屬社信黨的議席，鞏固了其作為最大反對黨的地位，並填補了社信黨崩盤後中間偏右光譜的真空，使其與聯邦自由黨，以至其他省自由黨在立場上均有明顯的分野。
1996年，自由黨在省選中取得最多普選票，然而由於該黨支持主要集中於卑詩省外圍地區，礙於單一選區制，使那些選票優勢無法反映在議席數目上。相反，自由黨在溫哥華島的13個席位中只取得3席。同時，因金寶爾提出要出售卑詩鐵路，使自由黨在內陸地區一些以鐵路運輸為命脈的選區出師不利。最終，自由黨以33席維持其官方反對黨地位，但新民主黨政府在議會內的優勢也大幅減少。選後，金寶爾放棄了部分不受歡迎的政綱，包括使北部及內陸選民最為反感的出售鐵路計劃。

### 金寶爾政府：2001-2011
在新民主黨政府的第二任期，省長簡嘉年多次捲入醜聞，並於1999年下台。連同其他不利因素影響下，新民主黨於2001年省選中大敗予自由黨。自由黨在79席中取得77席上台執政，新民主黨僅佔餘下兩席，是卑詩省歷來勢力最懸殊的議會分佈，以普選選票計也是全省歷來第二大分距。原任省長杜新志也在其選區落敗，而金寶爾則成為半世紀以來首位自由黨省長。
金寶爾的首個任期主要著眼於財政緊縮，包括滅少福利、放鬆管制及出售部分政府資產。其上任首天便立即宣佈把省級個人所得稅下調25%，隨後也降低企業所得稅，更廢除大部分的企業增值稅。金寶爾更將前任政府遺留下來不合規格的快速渡輪以低於市價數倍出售。此外，儘管自由黨曾承諾不會出售卑詩鐵路，該黨執政後迅即推翻該承諾，推動私有化卑詩鐵路，並引起後一連串的招標爭議。
另外，金寶爾主張縮減公務員團隊，在各政府部門削減了約三成人手，自然資源保護署的執法人員更被大幅裁減。雖然如此，其內閣規模卻比上屆政府大上一倍，議員的薪資也有所提升。政府也關閉了各地的醫院、法院以及療養設施，其中尤以偏遠社區的設施為甚。不少新民主黨政府時期所成立的省立公園也被降級為自然保護區，使其能被開放用於資源開發，公園的門票價格也有所提高。
2003年，皇家騎警在調查一宗毒品案時涉及當時政府一名廳長助理。然而在調查過程中，騎警發現在卑詩鐵路出售的招標過程中可能涉及收受利益，於是對此展開調查，並於同年12月突擊搜查省議會大樓。然而，此事並沒有影響自由黨的支持度，該黨在2005年和2009年省選中雖然議席數目有所下降，但仍繼續保持執政地位。
於2009年選後金寶爾宣佈引入合併銷售稅，被指違反其競選承諾，並且惹來大量民眾反對。經過多個月來的政治壓力，金寶爾於2010年11月宣佈下台，當時民調顯示其個人支持率跌至只餘9%。

### 簡蕙芝政府：2011-2017
金寶爾宣佈辭職後隨即要求盡早舉行黨領選舉，省議員麥德莊、馮宜幹及卜佐治與前任副省長簡蕙芝均加入角逐。最終自由黨於2011年2月26日召開黨員大會，簡蕙芝則脫穎而出，當選新任黨領，並於同年3月14日宣誓就任省長。
簡蕙芝政府秉承卑詩自由黨同時爭取聯邦兩大黨派支持者的傳統，作風較靠近中間派立場。上任不久便將最低工資由每小時8元升至每小時10.25元，並加設家庭日為法定假期。簡蕙芝上任之時，卑詩省仍正從2008年起的經濟衰退中恢復，因此其繼續緊縮政府開支，著力減低財政赤字，並向高收入人士加稅。在能源方面，簡蕙芝政府主張善用省內液化天然氣存量，將新興的液化天然氣產業定位為未來十年的主要經濟發展機遇。相比其前任政府，簡蕙芝在環保議題上取態較為保守。儘管其決定維持徵收碳稅，她在2013年省選中承諾會凍結該項稅率，而其發展液化天然氣的主張也與省政府於2007年設立的溫室氣體排放目標背道而馳。此外，她在2012年也宣佈未來所有途經卑詩省的輸油管道必須達到五項要求，其中包括環境評估及諮詢原住民。而另一項要求則是卑詩省必須從該輸油管度的收入得到一個「公平的份額」，這項主張在社會上引起頗大爭議，更使卑詩省與鄰省艾伯塔省產生衝突。亞省一方面希望透過卑詩省的港口增加其瀝青出口量，另一方面則堅決拒絕任何使卑詩省獲得任何特許權使用費的安排。
2011年，前副省長韓仕新（Colin Hansen）建議自由黨更名，以顯示該黨與聯邦自由黨沒有從屬關係，也能加深選民對該黨能夠整合聯邦保守黨及聯邦自由黨選民的印象。韓仕新並沒有提出新名字，而簡蕙芝則回應會考慮此建議，但不必急於一時。
自由黨在2013年省選前民意調查中一直落後，簡蕙芝支持度更一度落後其主要對手新民主黨狄德安20點。當時，自由黨以「強勁經濟，保障明天」為口號，強調其政府收支平衡並主張捉緊液化天然氣產業的發展機遇，以求選民信任自由黨第四度連任。簡蕙芝更從安省自由黨及聯邦自由黨聘任參謀協助其競選活動。最終自由黨後來居上，總議席數目更從選前的45席增至49席，保著多數政府地位。然而，簡蕙芝自己卻在溫哥華灰角選區敗於新民主黨尹大衛，無法重返議會。幸而，其黨員斯圖偉願意辭任，使簡蕙芝能於西邊-基隆拿選區循補選回歸省議會。
選後，簡蕙芝政府簽署了由前亞省省長雷福德倡導的國家能源戰略，以求與鄰省在輸油管道議題上關係解凍。2014年初，自由黨提出立法修改卑詩省的酒類法例，容許超級市場等商戶售賣酒精飲品，並放寬兒童能夠進入有售賣酒類的食肆。
2017年省選，自由黨和新民主黨分別贏取43席和41席，兩者皆不能以多數政府姿態執政，持有3席的卑詩綠黨遂成為執政之鍵。自由黨一度與綠黨磋商以爭取後者支持，但綠黨終於同年5月29日與新民主黨達成協議，讓新民主黨在綠黨的支持下於該屆省議會以少數政府姿態執政。新民主黨黨魁賀謹於同年6月29日在省議會向自由黨政府提出不信任動議，以44-42票通過，自由黨遂失去執政權。簡蕙芝於同年7月28日宣布辭去自由黨黨魁及省議員職務並離開政壇，同年8月4日生效。

### 再次下野：2018-2022
簡蕙芝辭任省長後，省督古喬恩沒有重新舉行大選，而選為邀請賀謹組閣，自由黨遂成為官方反對黨。而高利民亦於選出新任黨領前暫代自由黨黨領一職，直至韋勤信於2018年2月當選新任黨魁。
在他領導下，自由黨在2020年10月24日舉行的省選中贏取28席，較選前減少13席。當時，韋勤信被黨內炮轟其沒有及時與曾發表反LGBTQ言論的候選人劃清界線，使其餘黨員選情受挫。韋勤信於選後兩日宣布辭任黨魁，自由黨黨團則於同年11月23日選出龐雪麗為臨時黨魁。

### 改名及垮台：2022至今
馮宜幹於2022年2月當選新任黨魁。在2022年的黨代會上，代表們通過了一項推進更名程序的決議，首先是與黨員協商，然後在年底前將其付諸表決。經過全省範圍的調查，「卑詩聯合黨」被提出作為該黨的潛在新名稱，並在11月13日向黨員公佈了這個名字、11月16日宣布大約80%的人批准了更名。現時更名已獲批准，並於2023年4月12日生效。
然而，該黨在更名後支持率大幅下滑。更名前不久，自由黨省議員羅仕德被馮宜幹驅逐出黨，並轉投卑詩保守黨並當選為該黨黨領。此後，保守黨支持度便急起直追，更超越更名後的聯合黨成為省內第二受歡迎的政黨，僅次於執政新民主黨。聯合黨的支持率從剛更名後的33%跌至同年9月的19%，比保守黨低6個百分點。同時，在2024年省選前，聯合黨陸續有4位現任省議員轉投保守黨，部分候選人也同樣轉換陣營。2023年10月一份民調顯示，約有三分一選民並不知道自由黨更名一事，使原來支持自由黨的選民未能把選票轉移到聯合黨。

## 歷任黨領袖

### 卑詩自由黨
| #   | 黨領袖               | 最高職位   | 任期                         | 代表選區                                                                   | 備註                                    |
| --- | -------------------- | ---------- | ---------------------------- | -------------------------------------------------------------------------- | --------------------------------------- |
| 1   | 占士‧亞歷山大‧麥當奴 | 反對黨領袖 | 1903年10月–1909年10月        | 羅斯蘭市選區                                                               |                                         |
| 2   | 約翰·奧利佛          | 反對黨領袖 | 1909年10月–1912年3月         | 三角洲選區 （1909）                                                        | 首度當選為黨領                          |
| 3   | 哈倫·克里·布魯斯特   | 省長       | 1912年3月–1918年3月1日       | 域多利市選區 （1916-1918）艾伯尼選區 （1916）                              | 在1912–1916年間，自由黨並未取得任何議席 |
| (2) | 約翰·奧利佛          | 省長       | 1918年3月1日–1927年8月17日   | 杜特尼選區 （1918-1920）域多利市選區 （1920-1924）奶路臣選區 （1924-1927） | 再度當選為黨領                          |
| 4   | 約翰‧鄧肯‧麥連       | 省長       | 1927年8月17日–1928年10月     | 耶魯選區                                                                   |                                         |
| 5   | 湯瑪士·德芙靈·帕圖洛 | 省長       | 1928年10月–1941年12月9日     | 魯拔王子港選區                                                             | 1929年1月前為暫代黨領                   |
| 6   | 約翰·赫特            | 省長       | 1941年12月9日–1947年12月29日 | 域多利市選區                                                               |                                         |
| 7   | 拜倫·英格瑪·約翰遜   | 省長       | 1947年12月29日–1953年4月     | 新西敏選區 （1947-1952）                                                   |                                         |
| 8   | 亞瑟‧萊恩            | 第三黨領袖 | 1953年4月–1959年5月          | 不適用                                                                     |                                         |
| 9   | 雷‧佩羅              | 第三黨領袖 | 1959年5月–1968年10月         | 北溫哥華選區 （1960-1966）北溫哥華-卡皮拉諾選區 （1966-1968）              |                                         |
| 10  | 帕特·麥基爾          | 第三黨領袖 | 1968年10月–1972年5月22日     | 溫哥華灰角選區                                                             |                                         |
| 11  | 大衛‧安達臣          | 第三黨領袖 | 1972年5月22日–1975年9月28日  | 域多利選區                                                                 |                                         |
| 12  | 戈登‧吉布森          | 省議員     | 1975年9月28日–1979年2月19日  | 北溫哥華-卡皮拉諾選區                                                      |                                         |
| 13  | 謝夫‧托曉            | 無         | 1979年2月19日–1981年5月25日  | 不適用                                                                     | 在任期間自由黨並未取得任何議席          |
| 14  | 麥露蓮 }             | 無         | 1981年5月25日–1984年3月31日  | 不適用                                                                     | 在任期間自由黨並未取得任何議席          |
| 15  | 李僑棟               | 無         | 1984年3月31日–1987年10月30日 | 不適用                                                                     | 在任期間自由黨並未取得任何議席          |
| 16  | 韋爾信               | 反對黨領袖 | 1987年10月30日–1993年9月11日 | 鮑威爾河-陽光海岸選區 （1991-1993）                                        |                                         |
| 17  | 金寶爾               | 省長       | 1993年9月11日–2011年2月26日  | 溫哥華奎秦拿選區 （1994-1996）溫哥華灰角選區 （1996-2011）                 |                                         |
| 18  | 簡蕙芝               | 省長       | 2011年2月26日–2017年8月4日   | 溫哥華灰角選區 （2011-2013）西城-基隆拿選區 （2013-2017）基隆拿西 （2017） |                                         |
| *   | 高利民               | 反對黨領袖 | 2017年8月4日–2018年2月3日    | 蘭里東選區                                                                 | 署理黨領                                |
| 19  | 韋勤信               | 反對黨領袖 | 2018年2月3日–2020年11月21日  | 溫哥華奎秦拿選區                                                           |                                         |
| *   | 龐雪麗               | 反對黨領袖 | 2020年11月23日–2022年2月5日  | 佐治王子城-維爾芒特選區                                                    | 署理黨領                                |
| 20  | 馮宜幹               | 反對黨領袖 | 2022年2月5日-2023年4月12日   | 溫哥華奎秦拿選區                                                           | 任內更改黨名為卑詩聯合黨                |

### 卑詩聯合黨
| # | 黨領袖 | 最高職位   | 任期              | 代表選區         | 備註 |
| - | ------ | ---------- | ----------------- | ---------------- | ---- |
| 1 | 馮宜幹 | 反對黨領袖 | 2023年4月12日至今 | 溫哥華奎秦拿選區 |      |

## 選舉結果
| 選舉 | 黨領                 | 候選人數 | 得票    | %      | 議席    | +/−  | 排名       | 政黨地位   |
| ---- | -------------------- | -------- | ------- | ------ | ------- | ---- | ---------- | ---------- |
| 1903 | 占士‧亞歷山大‧麥當奴 | 39       | 22,715  | 37.78% | 17 / 42 | N/A  | ▲ 第二     | 官方反對黨 |
| 1907 | 占士‧亞歷山大‧麥當奴 | 40       | 234,816 | 37.15% | 13 / 42 | ▼4   | ━ 第二     | 官方反對黨 |
| 1909 | 約翰·奧利佛          | 36       | 33,675  | 33.21% | 2 / 42  | ▼11  | ━ 並列第二 | 官方反對黨 |
| 1912 | 哈倫·克里·布魯斯特   | 19       | 21,443  | 25.37% | 0 / 42  | ▼ 2  | ▼ 沒有議席 | 議會外     |
| 1916 | 哈倫·克里·布魯斯特   | 45       | 89,892  | 50.00% | 36 / 47 | ▲ 36 | ▲ 第一     | 多數政府   |
| 1920 | 約翰·奧利佛          | 45       | 134,167 | 37.89% | 25 / 47 | ▼ 11 | ━ 第一     | 多數政府   |
| 1924 | 約翰·奧利佛          | 46       | 108,323 | 31.34% | 23 / 48 | ▼ 2  | ━ 第一     | 少數政府   |
| 1928 | 約翰‧鄧肯‧麥連       | 45       | 144,872 | 40.04% | 12 / 48 | ▼ 11 | ▼ 第二     | 官方反對黨 |
| 1933 | 湯瑪士·德芙靈·帕圖洛 | 47       | 159,131 | 41.74% | 34 / 47 | ▲ 23 | ▲ 第一     | 多數政府   |
| 1937 | 湯瑪士·德芙靈·帕圖洛 | 48       | 156,074 | 37.34% | 31 / 48 | ▼ 3  | ━ 第一     | 多數政府   |
| 1941 | 湯瑪士·德芙靈·帕圖洛 | 48       | 149,525 | 32.94% | 21 / 48 | ▼ 10 | ━ 第一     | 聯合政府   |
| 1945 | 約翰·赫特            | 47       | 261,147 | 55.83% | 37 / 48 | ▲ 5  | ━ 第一     | 聯合政府   |
| 1949 | 拜倫·英格瑪·約翰遜   | 48       | 428,773 | 61.35% | 39 / 48 | ▲ 1  | ━ 第一     | 聯合政府   |
| 1952 | 拜倫·英格瑪·約翰遜   | 48       | 180,289 | 23.46% | 6 / 48  | N/A  | ▼ 第三     | 第三黨     |
| 1953 | 亞瑟‧萊恩            | 48       | 171,671 | 23.59% | 4 / 48  | ▼ 2  | ━ 第三     | 第三黨     |
| 1956 | 亞瑟‧萊恩            | 52       | 177,922 | 21.77% | 2 / 52  | ▼ 2  | ━ 第三     | 第三黨     |
| 1960 | 雷‧佩羅              | 50       | 208,249 | 20.90% | 4 / 52  | ▲ 2  | ━ 第三     | 第三黨     |
| 1963 | 雷‧佩羅              | 51       | 193,363 | 19.98% | 5 / 52  | ▲ 1  | ━ 第三     | 第三黨     |
| 1966 | 雷‧佩羅              | 53       | 152,155 | 20.24% | 6 / 55  | ▲ 1  | ━ 第三     | 第三黨     |
| 1969 | 帕特·麥基爾          | 55       | 186,235 | 19.03% | 5 / 55  | ▼ 1  | ━ 第三     | 第三黨     |
| 1972 | 大衛‧安達臣          | 53       | 185,640 | 16.40% | 5 / 55  | ━    | ━ 第三     | 第三黨     |
| 1975 | 戈登‧吉布森          | 49       | 93,379  | 7.24%  | 1 / 55  | ▼ 4  | ━ 並列第三 | 第三黨     |
| 1979 | 謝夫‧托曉            | 5        | 6,662   | 0.47%  | 0 / 57  | ▼ 1  | ▼ 沒有議席 | 議會外     |
| 1983 | 麥露蓮 }             | 52       | 44,442  | 2.69%  | 0 / 57  | ━    | ━          | 議會外     |
| 1986 | 李僑棟               | 55       | 130,505 | 6.74%  | 0 / 69  | ━    | ━          | 議會外     |
| 1991 | 韋爾信               | 71       | 486,208 | 33.25% | 17 / 75 | ▲ 17 | ▲ 第二     | 官方反對黨 |
| 1996 | 金寶爾               | 75       | 661,929 | 41.82% | 33 / 75 | ▲ 16 | ━ 第二     | 官方反對黨 |
| 2001 | 金寶爾               | 79       | 916,888 | 57.62% | 77 / 79 | ▲ 44 | ▲ 第一     | 多數政府   |
| 2005 | 金寶爾               | 79       | 772,945 | 46.08% | 46 / 79 | ▼ 31 | ━ 第一     | 多數政府   |
| 2009 | 金寶爾               | 85       | 751,792 | 45.83% | 49 / 85 | ▲ 3  | ━ 第一     | 多數政府   |
| 2013 | 簡蕙芝               | 85       | 723,618 | 44.41% | 49 / 85 | ━    | ━ 第一     | 多數政府   |
| 2017 | 簡蕙芝               | 87       | 735,104 | 40.85% | 43 / 87 | ▼ 6  | ━ 第一     | 少數政府   |
| 2017 | 簡蕙芝               | 87       | 735,104 | 40.85% | 43 / 87 | ▼ 6  | ━ 第一     | 官方反對黨 |
| 2020 | 韋勤信               | 87       | 636,759 | 33.77% | 28 / 87 | ▼ 15 | ▼ 第二     | 官方反對黨 |

## 外部連結
- 卑詩聯合黨官方網站 （页面存档备份，存于）